# إد غالاغير (لاعب كرة قدم أمريكية)
إد غالاغير (بالإنجليزية: Edward B. Gallagher)‏ هو لاعب كرة قدم أمريكية أمريكي، ولد في 3 فبراير 1903 في فيلادلفيا في الولايات المتحدة، وتوفي في 1 أكتوبر 1963.

## وصلات خارجية
- إد غالاغير على موقع مرجع كرة القدم المحترفة.كوم (الإنجليزية)